# Conarete orientalis
Conarete orientalis är en tvåvingeart som beskrevs av Rao 1956. Conarete orientalis ingår i släktet Conarete och familjen gallmyggor. Inga underarter finns listade i Catalogue of Life.